# Laura von Córdoba
Laura von Córdoba (* um 800; † 19. Oktober 864 in Córdoba) war Äbtissin im Kloster S. Maria de Cuteclara in Córdoba, Spanien.

## Leben
Die bis heute in Spanien als eine der Märtyrer von Córdoba verehrte Heilige lebte im 9. Jahrhundert. Nach dem Tod ihres Ehemannes trat sie in das Kloster Santa Maria de Cuteclara ein. Bald wurde sie zur Äbtissin des Klosters ernannt.
Beim Einfall der Mauren geriet der Konvent des Klosters in Gefangenschaft. Dabei erlitt Laura von Córdoba das Martyrium; sie wurde in einem Kessel voll geschmolzenem Blei getötet. Ihr Gedenktag ist der 19. Oktober.